# Raadhuis van Oberglogau

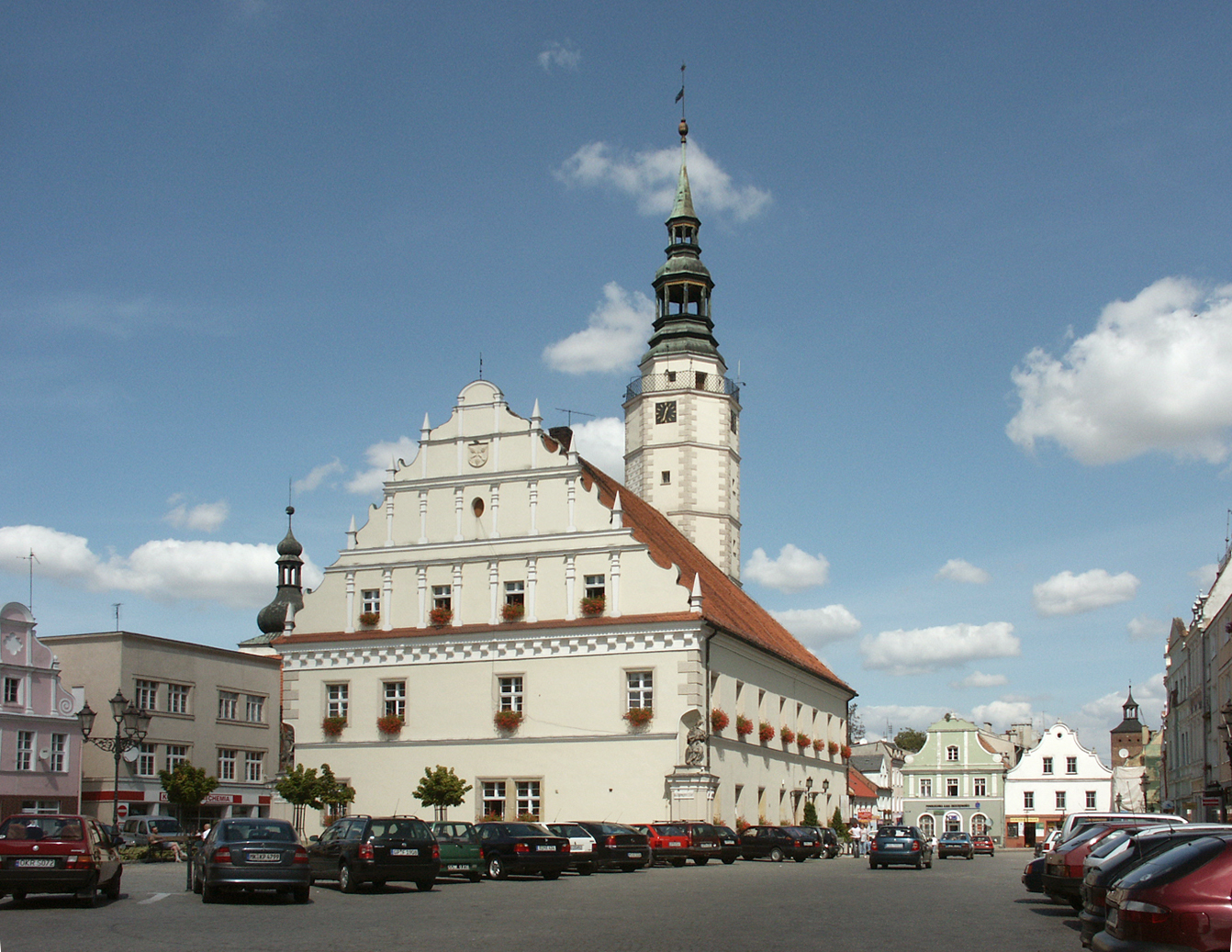
Raadhuis van Oberglogau

Het raadhuis van Oberglogau (Pools: Ratusz w Głogówku; Duits: Oberglogauer Rathaus) is het raadhuis van de Silezische stad Oberglogau.
Het raadhuis werd gebouwd in het begin van de zeventiende eeuw. Het bevindt zich in het midden van het marktplein en is in renaissancestijl gebouwd. Aan de noordkant bevindt zich een achthoekige toren en aan de zuidkant is een versierde puntgevel met onder andere het wapenschild van Oberglogau. Er bevinden zich ook sculpturen van de heiligen Florianus van Lorch en Johannes Nepomucenus, die in 1774 aangebracht werden.
Het huidige gebouw werd gebouwd in 1608, maar reeds in de veertiende eeuw werd er een voorganger gebouwd. In 1945 werd het raadhuis gedeeltelijk vernield door het Roge Leger. Tussen 1955 en 1975 werd het heropgebouwd. Het gemeentebestuur zetelt in het raadhuis.